# 痛車

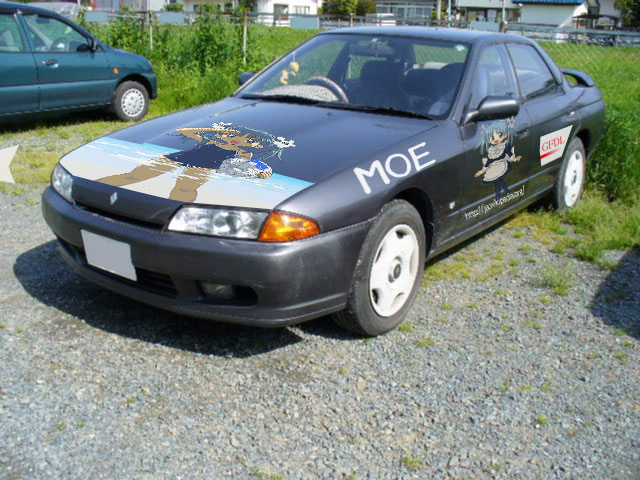
痛車の例として「ウィキペたん」をあしらったもの（Photoshop による合成画像）

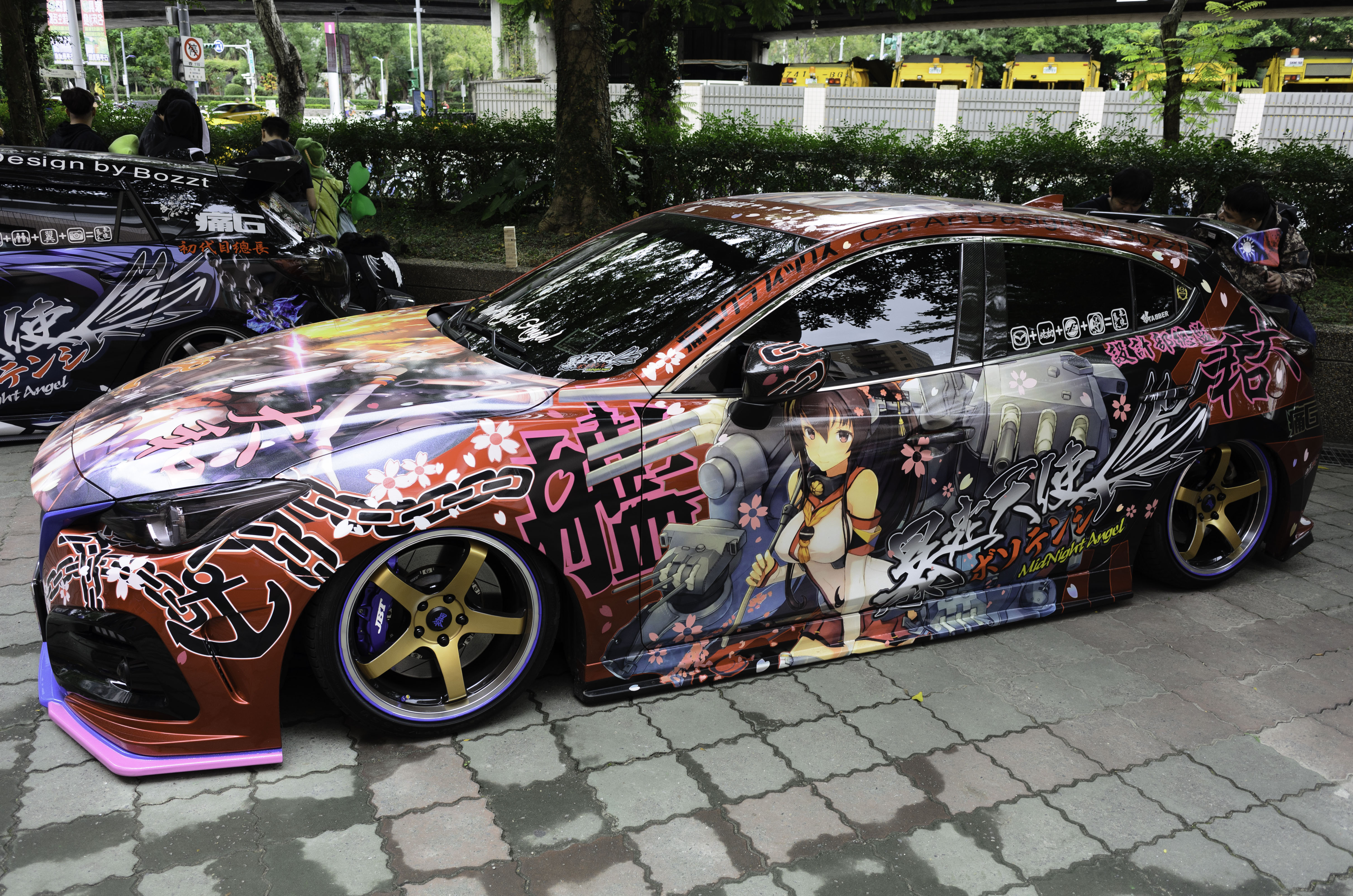
ブラウザゲーム「艦隊これくしょん」のキャラクターをあしらったマツダ・MAZDA3

痛車（いたしゃ）とは、車体に漫画・アニメ・ゲームなどに関連するキャラクターやメーカーのロゴをかたどったステッカーを貼り付けたり、塗装を行うなどして装飾した自動車。いわゆるおたく文化から発祥し、アニメやゲームに対する個人のファン活動の一環として行われているもので、作中に登場するヒロインなどといった美少女キャラクターなどをモチーフとしたものが代表的である。萌車（もえしゃ）とも呼ばれる。イタリア製自動車の「イタ車」からの洒落であるとの説がある。

## 概要

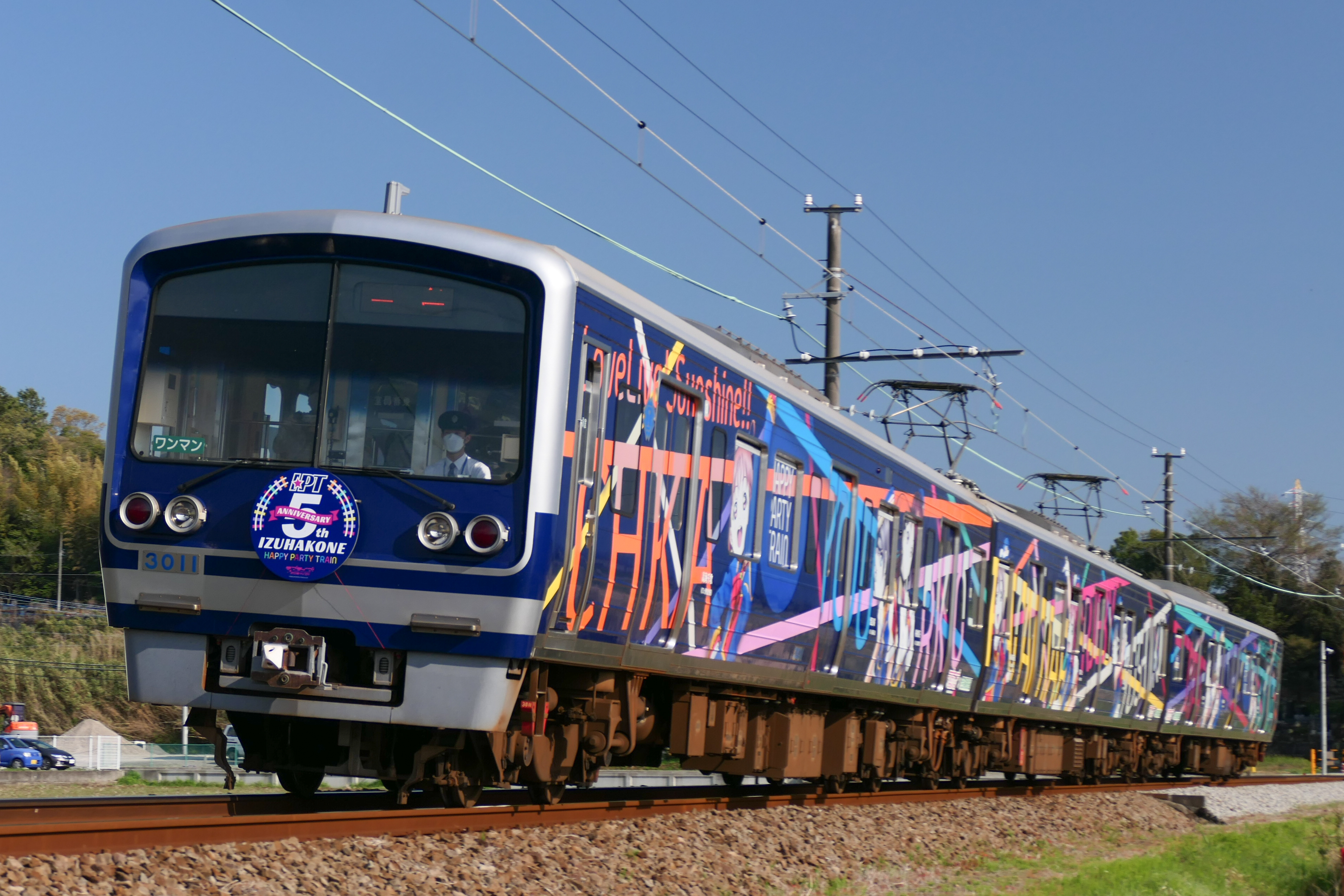
伊豆箱根鉄道の3000系電車。「ラブライブ!サンシャイン!!」の主人公たちによるスクールアイドル「Aqours」の3rdシングル「HAPPY PARTY TRAIN」の発売（4月5日）に伴い、新しくデザインされたラッピング電車を運行。「HAPPY PARTY TRAIN」の衣装でポーズを決める「Aqours」のメンバーたちが、1車両の片側に3名ずつラッピングされた車両全体のフルラッピングとなっている。

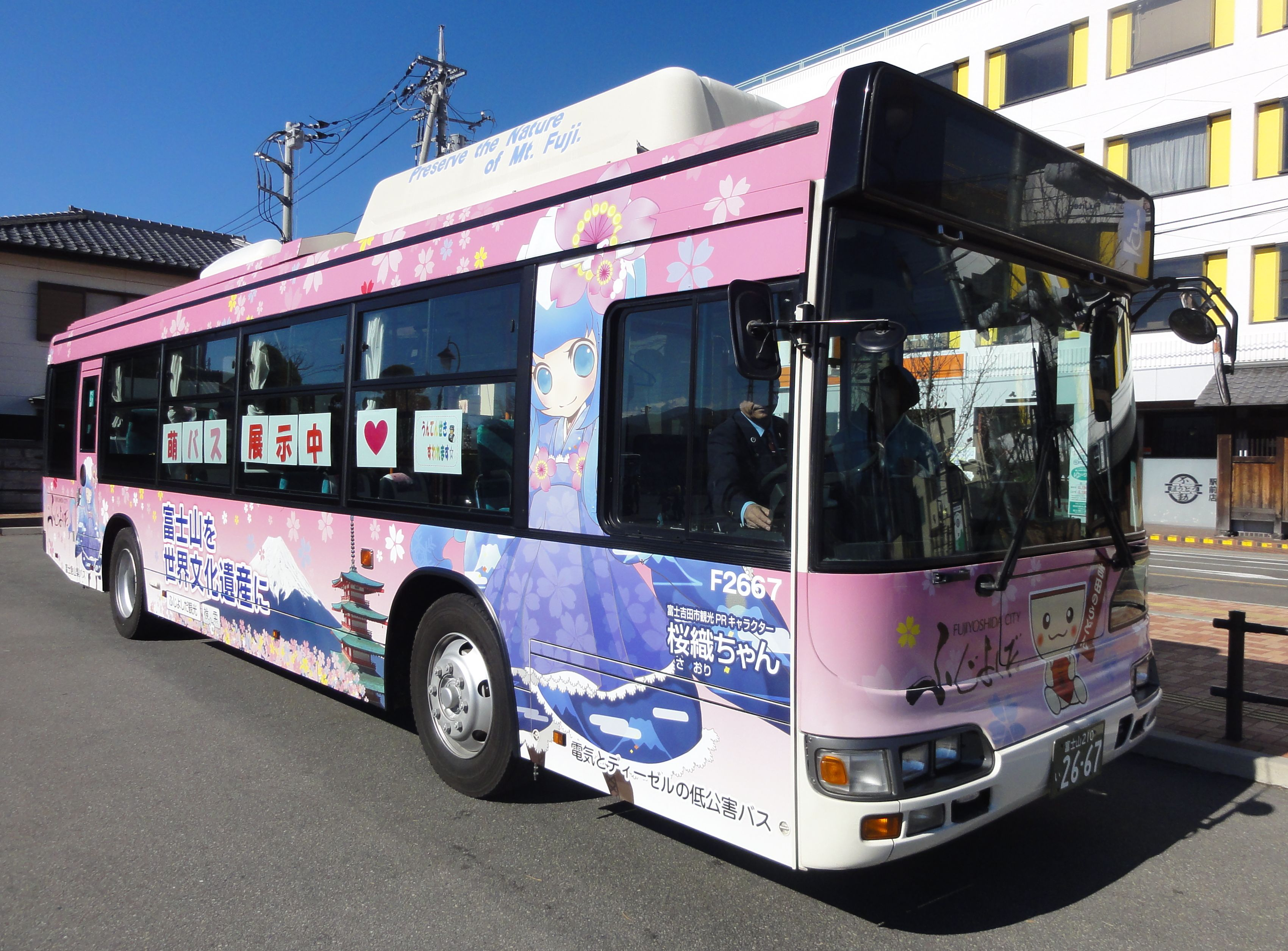
このような図柄の塗装を個人が趣味で行うと「痛車」と呼ばれやすい（ご当地キャラクター「桜織」を使った「萌バス」を自称する富士急山梨バスのラッピングバスの例、2012年）

痛車とは「見ていて痛々しい車」という意味からきた俗語であり、恥ずべき行いを「痛い」と表現する俗語に由来するものである。イタリア車を意味する「イタ車」の語感に掛けた洒落であるとも言われる。こうした車両が「痛車」と呼ばれ始めた経緯については、揶揄の意味で用いられ始めたとも、オーナーのジョークのうえでの自虐として用いられたとも言われるが、諸説があり定かではない。
2000年代前半以前は愛好家同士のみで通じる隠語のようなものだったが、雑誌やインターネット上のWebサイトやテレビ番組などでの映像公開により広く認知されるようになった。模型などの商品化や専門誌の出版、痛車をテーマにしたイベントも行われている。実際の痛車は、アニメの舞台のモデルとなった場所（ロケ地巡り、「聖地」などと俗称される）や、コミックマーケット開催日3日目の東京・有明（国際展示場駅・有明駅前）の駐車場、週末の東京・秋葉原などに停まっているのを実際に見ることができる。
痛車はおたく文化の一種として受け取られており、その層における興味の対象としては認知されていないような一般企業のマスコットキャラクターや、『ドラえもん』『ポケットモンスター』などの一般・ファミリー向け作品や、ロボットアニメのロボットなどは痛車の題材になることは稀である。これらのおたく要素とは、一般的には萌え絵・美少女系などの男性向けおたく作品の要素を指しているが、中には女性向け作品である『うたの☆プリンスさまっ♪』のキャラを貼った車など、例外もある。
またアイドルや人気声優など実在の人物の画像を用いた痛車もあるが、これらは肖像権の侵害にあたるため本人や本人の所属事務所から自粛を求められている。
同様の改造を施した原付やバイクは痛単車（いたんしゃ）と呼ばれ、自転車の場合は痛チャリ（いたチャリ）と呼ばれる（ただし自転車の場合はフレームでは目立たず、ディスクホイール化した車輪程度しか描く場所はない）。
痛車の多くは個人による趣味の一環として行われているものであるが、中にはこうした車両がアニメやゲームの宣伝車用に装飾されている場合もあるほか、公式な広告活動のための車両に痛車風のデザインを取り入れたり、自ら痛車を銘打った宣伝活動が行われたりする例もあるが、単なる宣伝カー、デコトラ、ラッピングバスは痛車とは異なる定義である。
また、似たような装飾を施したラッピング電車を俗に痛電車（いたでんしゃ）などと呼ぶこともあるが、その大半はやはり広告活動や地域振興目的のものであり、（前述の）趣味の装飾という意味合いも含む「痛車」本来の定義には該当しないケースがほとんどである。

## 評価
痛車に対する認知度が上がると、痛車を扱うビジネスも出現するなど盛り上がりも見せている。一方で痛車に対する世間からの評価は、
- 一種のアートとしての評価する場合
- ステッカーチューンとしての車両カスタムの一つとして評価する場合
- 不可思議なものと冷やかしの対象として見られたり、悪趣味と嫌悪する場合
- 一般車にまぎれると目立つ、自分はやらないが楽しい

などがあり一様ではない。
ときおり、ボディに無数の傷を付けられたり、ステッカーを剥がされるなどといった「痛車狩り」と称したいたずら被害の報告がある。なお、屋外広告物条例等に基づいて公務員や当局から委託を受けた者がステッカーの除却作業を行う場合を除き、実際にこのようなことを行うと器物損壊罪となる（「おたく狩り」も参照）。

## 手法

### カスタムの傾向
痛車は大きく以下の2つに分かれる。
ただ、近年では「グラフィックデザイン上は前者だが既存カスタムカーとしてのレベルも高い」ということからどちらに分類するか曖昧な車両もある。
- 「一般的な痛車」
  - 車のオーナーが「オタク」と認識できる程度のカスタマイズを行う（ウケ狙いも含む）。後述の「走り屋風の痛車」のようなカモフラージュを行わず、あえて痛車であることを主張する。現在はこちらが大半を占める。
- 既存カスタムカーを強く意識したもの
  - 競技車両風の痛車
    - レーシングカー、「走り屋」やスポコンなどをモチーフとするなど、モータースポーツ競技車両を意識したカスタマイズを行う。作品名やゲームメーカーロゴ等のステッカーを、チューニングカー風にフロントドア前側やボンネットなどに配置したり、ラリーカーやGTカーのデザインをベースに、選手名の表記などを好きなキャラクターの名前に置き換えたりする傾向にある。パーツメーカーなどのロゴを模したパロディステッカー（5ZIGEN→2ZIGENなど）も、定番のアイテムとして多用される。走り屋風の痛車のルーツは、2000年前後から出没し始めた痛車達がルーツの1つであると言われている。現在でも数多く現存しており痛車のルーツとして知られている、また地域によっては先に記載の「一般的な痛車」よりこのタイプの痛車が多い所もある。なお、この場合単なる見かけ倒しではなく車両・オーナーが本物のチューニングカー・走り屋であるケースも珍しくなく、時折痛車だけでのサーキット走行会も開催されている。さらに今日に至っては、逆に痛車化されたレーシングカーが登場するほどにまでなっている[20]（レーシング痛車を参照）。

  - 走り屋系以外のカスタムカーを意識したもの
    - クロスオーバーされる既存カスタムカージャンルはチューニングカー&スポコンとは限らない。VIPカーやバニング、デコトラやUSDM指向のラグジュアリーカー、ローライダーなどとクロスオーバーしたものが確認されている。さらに少数派ではあるが、サービスカー風にしたものもある。

### 既存カスタムカーとして見た場合のカスタム度
- これに関してはオーナーにより著しい差がある。ステッカー関連以外全くノーマル車である車両がある一方で、中には「痛ドリ車」など、一般的な既存ジャンルのカスタムカーとして十分通用するほどの車両も珍しくない。一例を挙げるとすれば向坂環仕様のY33シーマ(通称：いやらシーマ)の場合鈴鹿を走るチューニングカーであり、RB26へのエンジンスワップ(大型ターボなどの装備で700ps)、ロールケージの装備などが行われている。[26]
- また前述のようにステッカーや塗装などの視覚的手段を活用するジャンルだが、そのステッカーにはスポコンやD1マシンのバイナルグラフィックス、あるいはラグジュアリーカーに見られるロゴステッカーなどの手法を意識したものもある。
- また多連モニターを活用することも多いが、他のジャンルではおおむね車載専用品が使用されるのに対し、痛車の場合はTVまたはPC用の薄型ディスプレイが使われることも多く、ノートPCを設置することもある。中にはPCそのものを車両に組み込んでしまう場合もある。理由として、オタク層の中には自作PCに詳しいユーザーが多いことが挙げられる。

### ベース車に関して

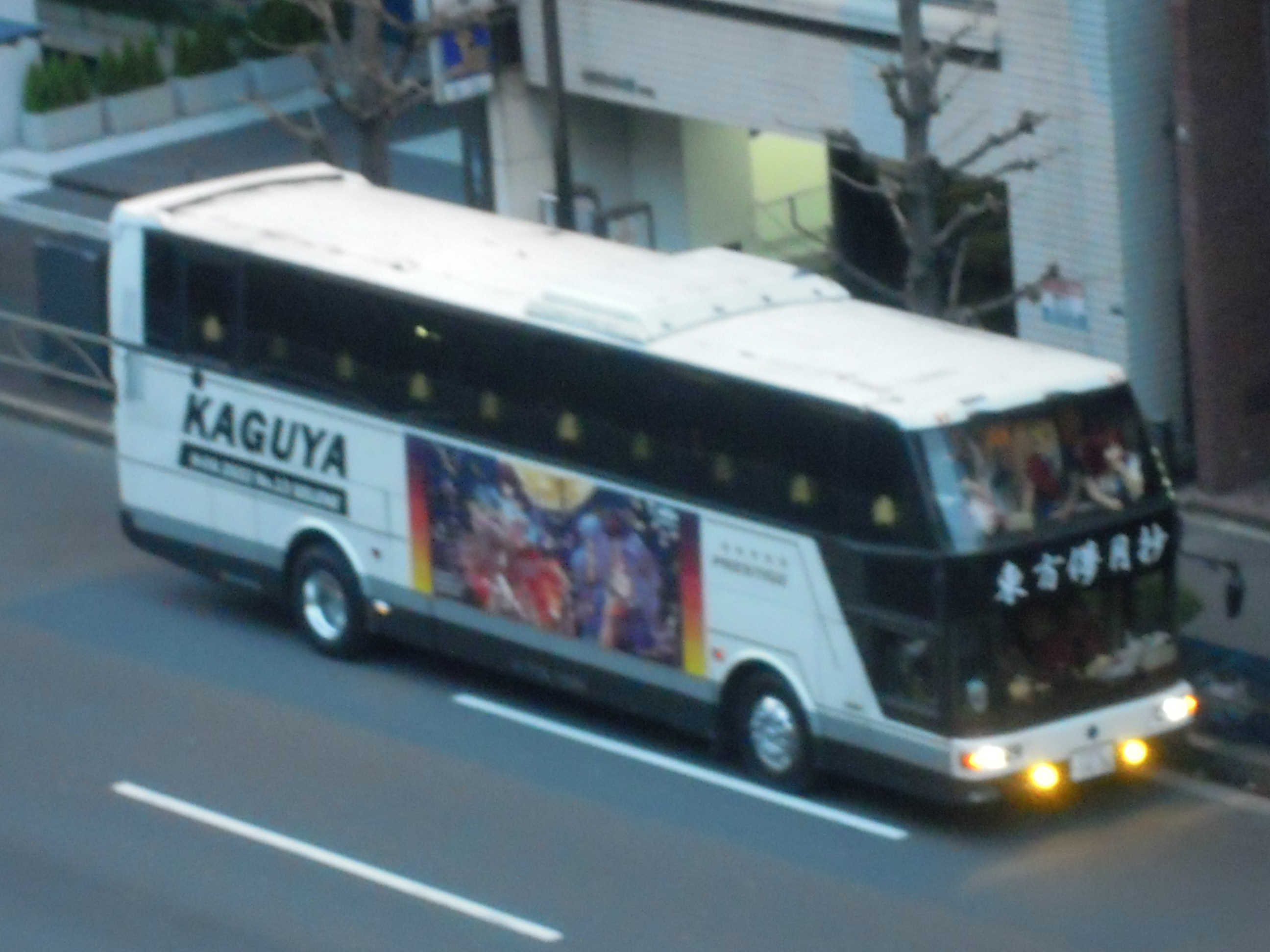
痛バスの一例（アキバエクスプレス所有バス）

- 国産車、外国車を問わずクーペなどのスポーツカーや、車種により設定されているスポーツグレードのもの
- 広い平面が多く、大きなステッカーなどが貼りやすい四角い箱型の車種[27]。
- 既存カスタムカージャンルに存在しがちな「定番車種」と「マイナー車」の垣根が他ジャンルほどは感じられず、どんな車種でも楽しんだもの勝ちという雰囲気さえある。その背景にはそもそもステッカー&ペイントワーク自体がいわばワンオフまたは汎用品であることがあると思われる。前述のジャンル同様、車種も軽トールワゴン/ミニバン、スポーツ指向、高級セダン、トラック、さらには既存のカスタムカージャンルではほとんど見かけないいわゆるファミリーセダン[28]やバス、軽トラなどとベース車も多様である。
- 前述のように既存カスタムカージャンルとの掛け合わせを行うユーザーも相当数存在し、総じて言えば手法や車種に関して自由度の高いカスタムカージャンルといえる。
- ただし既存ジャンルと掛け合わせる場合、その車種選定やカスタム手法は走り屋系ならチューニングカー寄りとなるように、往々にしてそのジャンルの影響を受ける。
- 改造対象となる車種はスポーツカーが多いが、1BOXカー、セダンと多岐にわたる。スポーツコンパクト（スポコン）、ラグジー、VIPカー、バニングといった一般的なカスタムカースタイルとクロスオーバーさせた痛車も現れ始めている。また1980年代以前に製造された旧車、あるいは外国車をベースにした痛車も存在する。さらには、主として観光バスをベースにした「痛バス」なるものも少数ながら存在するが、個人で所有することが困難であるため、趣味の任意団体（サークル）所有とされるのが通常である。企業の広告目的や運輸業者のイメージ戦略により痛バス風に仕立てたものは前述のとおり「ラッピングバス」と言われ、「痛バス」とは言わない。さらに農業用トラクター[29]やコンバインといった農機をベースにする者さえいる。

### 装飾の手法
描かれる題材はアニメ、ゲーム（特にアダルトゲーム・ギャルゲー）・漫画のキャラクターや関連するロゴ、それらの製作会社・ブランド名のロゴなどがある。ボンネット・ドア・リアガラス・リアウイングなどにカッティングステッカーやカラーステッカーを貼り付けたものがほとんど（エアブラシなどでの塗装を行っているものは稀）である。また、すぐに脱着ができるマグネット貼付で行う場合もある。マグネット以外でも、カッティング、フルカラーをイベント前日に貼り、イベント終了後は剥がす例もある。
ライトアップなどの一般的なドレスアップがあわせて行われることもある。
キャラ系の作例としては、次のようなものがある。
- キャラクターやロゴなどのシルエットをカッティングシートでカットしたもの

多くの痛車がこの方法を用いた装飾を行っている。またオークションなどでも多数出回っており、カッティングシートを購入せずとも完成したものを入手することも比較的容易な為、初心者を始め、痛車の装飾には多用される。
- 業者などに依頼し、フルカラーステッカーまたはエアブラシアート（塗装）を用いるもの

こちらは比較的上級者向けの本格的なものであり、カラーである故に仕上がりに期待できる反面、車体外装用の特殊なシートやインクを用いるため、コストが高くなるデメリットがある。
カッティングステッカー、フルカラーステッカー、エアブラシなどによる装飾の欠点としては、次のような要素がある。
- 面積が大きいステッカーを使う場合、気泡が入る事があるため、貼り方次第では汚く見えてしまうことがある。このため、中にはプロに依頼してステッカーの制作から貼り付けまでを一貫して行う方法もある。
- アダルトゲームやギャルゲーなどのキャラクターを書く場合、「同一タイトル（またはシリーズもの）」「同一ブランド（メーカー）」のキャラクターにするなど明確なコンセプト・テーマの統一性を出さないと車のデザインが破綻する恐れがあり、その補正にもコストがかかるため、慎重な作業が必要である。
- エアブラシでの装飾を行う場合、ボディに直接塗装を施すため、完全に装飾を消すにはボディ再塗装などのコストもかかる。
- ゲームメーカー及びアニメ制作会社の会社ロゴについては、商標などの理由から公式HPなどで使用を規制しているメーカーもあるため、商標権や著作権などの知的財産権に絡むトラブルの恐れがある。
- 地方自治体によっては、営利・非営利を問わず、自動車等へのラッピングが屋外広告物条例や景観条例等によって規制されている場合[30]があるほか、アダルトゲームなどの有害図書に関連するラッピングが青少年健全育成条例に抵触する場合もあるため、十分な注意が必要である。

以上の作例は一番典型的であるが「観衆受け」を重視しているため、基本的に車のデザインとしては破綻している痛車が多い。それ以外にも各種のロゴ、デザイン化したキャラクター名などで装飾した場合、一見しただけではそれと分からない場合がある。これは広義の痛車とみなされる場合が多いが、否定する者もいる。結局のところ様式を定義する機関やメディアがないため、自己の判断や周りの意見で痛車か否かを判断しているのが現状である。またアダルトゲームまたは家庭用ゲーム専門のメーカーをスポンサーにしてレース活動をしているチームも存在するが、そのゲームのキャラクターがデザインされた車両も痛車と呼ばれることがあり定義が曖昧である。
内装もオーナーの嗜好によりさまざまだが、特に痛車で見られるケースとしてぬいぐるみだけでなくキャラクターやコスプレを模倣した等身大のフィギュア（ラブドール）を乗せる、シートカバーにキャラクターがプリントされた等身大シーツや抱き枕を流用する点が挙げられる。この他にも、キャラクターが着ているコスプレそのものを載せたり、クッションなどを載せることもある。さらに、電気系統では、単純に光を放つためのLEDやネオン管、さらには、カーオーディオ・AVシステムに力を入れる者も多く、側面や後部の窓に液晶ディスプレイを設置して映像（アニメ）を流し、そのためにパソコンを車載する例も見られる。
ナンバープレートも希望ナンバー制度を利用して作品やキャラクター、企業・団体などに関連した語呂合わせの番号で登録することがある。

## 著作権・版権に関して
痛車の製造・加工を請け負っている業者のうち、大部分は版権元の公式許諾を得ていない。公式許諾を得て痛車の製造・加工を行っている痛車専門店によれば、業界における著作権の認識は、「同人誌」と「同人誌印刷所」に近く、表向きは「痛車オーナーによる二次創作」ということになっている。そのため、版権元は同人誌やコスプレは黙認状態でありながら、痛車にだけ強い対応はとれないという。

## 歴史

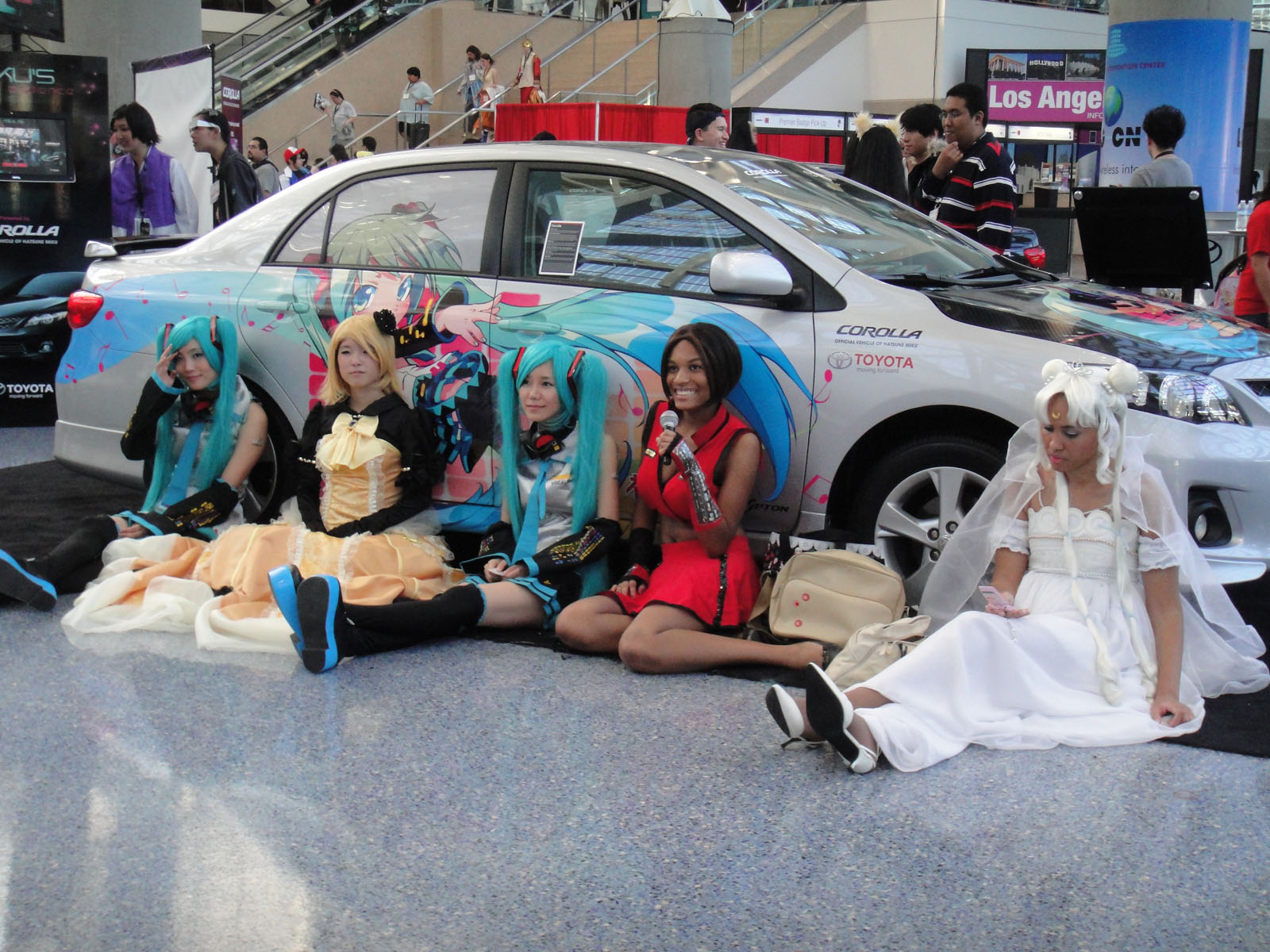
カローラの宣伝として北米トヨタが制作した初音ミク仕様の痛車と初音ミク、鏡音リン、MEIKOのコスプレイヤー。

1980年代にはすでにそれに類するものが存在していたが、多くの人に目撃されるようになったのは1990年代後半からである。アニメの音楽CDやぬいぐるみを車内に置いたり、タイトルロゴや作中で登場する組織・団体のエンブレムのステッカーを貼る車が増え出していた。一部に伝説や幻とまで言われた車が出現したりもしたが、この頃はあくまで個人レベルでひっそりと実行する者が大半だった。
従来、熟練した職人しか行えなかった車体の装飾が、伸縮性粘着シートと大型カラープリンターの普及と、インターネットでの画像素材の流通により、手軽にできるようになっていった。2000年代に入ると車体に大きくキャラクターを描いた車両が登場した。
近年では走り重視のチューニングを行い、東京オートサロンといった萌えとは関係のない自動車イベントにも見られるようになったほかBee☆Rといったチューニングショップのデモカーにあしらわれることもある。
2005年、萌えろDownhill Night 2のウェブサイトの愛車投稿コーナーで、痛車の投稿が半数近くを占めていた。このことから、当時すでに愛好家の間では相当広まっていたと推測される。
2007年夏のコミックマーケット会期中には、東京ビッグサイト付近で展示イベント「あうとさろーね有明2007夏」が開催された。以降、2009年夏のコミックマーケット76を除き、コミックマーケット期間に並行して開催されている。
また2006年から毎年7月に岐阜県可児市ふれあいパーク緑の丘にて「萌車ミーティング」が開催され、2008年は全国から約600台の萌車が集結した。2009年から場所を郡上市のめいほうスキー場へ変更し、約1000台程の萌車が集結する。2008年11月9日には、芸文社のムック「痛車グラフィックス」主催の「痛Gふぇすたinお台場」がフジテレビ本社裏の駐車場にて開催され、約500台の痛車が集まった。中でも注目の車両は、平城遷都1300年祭応援キャラクター「せんとくん」のお兄さんの「鹿坊」（ろくぼう）くんが考案したという触れ込みの、Ferrari F430 spiderだった。これは「ウッーウッーウマウマ（゜∀゜）」とイタ車（イタリア車）の頂点に位置する「フェラーリ」の最強の組み合わせということで、フェラーリを痛車のベースにしたとのことである。
2008年時点では、一説によれば痛車の愛好者は、潜在的な層も含めると5万人以上であるという説もある。また日本国外の愛好者の存在も認知されるようになった。

### レーシング痛車
モータースポーツの現場にも痛車風のデザインの車両や、「痛車」であることを銘打った車両が登場しつつある。2005年のもてぎEnjoy耐久レースにcolor's R&D CR-Xが参戦し、これが公認モータースポーツへの痛車の初参戦となった。国内最高峰カテゴリー初のレーシング痛車としては、2007年ADVANらき☆すたランサーが全日本ダートトライアル選手権に参戦。さらに2008年4月、メロンブックスBRIGキャッツDLシティが全日本ラリー選手権第1戦ツール・ド・九州に参戦しクラス優勝したのを皮切りに、8月にはSUPER GT第6戦鈴鹿1000kmにクリプトン・フューチャー・メディアの初音ミクをフィーチャーしたカラーリングのBMW・Z4が出場。さらにSUPER GT第9戦にはMOLAレオパレスZが鏡音リン・レンをフィーチャーしたカラーリングで参戦しGT300のシリーズチャンピオンとなっている。2012年にはフォーミュラ・ニッポンにおいてもProject μ/cerumo・INGINGがオリジナルキャラクター山口美羽を車体に配し、レース参加車としては史上初の「痛フォーミュラ」が誕生した。
なお、メロンブックスBRIGキャッツDLシティは、2008全日本ラリー選手権の舗装イベントにJN-1クラスで出場。第1戦・唐津（佐賀県）、第2戦・久万高原（愛媛県）、第3戦・南丹（京都府）の3つのイベントで3戦連続でクラス優勝を収め、モータースポーツ史上初となる国内最高峰イベントでの痛車によるクラスチャンピオン獲得を成し遂げた。ツール・ド・九州2008 in唐津パンフレット内・エントラントリストでは、ドライバー、コ・ドライバー共に自らの車両のことを「痛車」と称している。

#### レーシング痛車の例
下記の「レーシング痛車」は、日本自動車連盟（JAF）および国際自動車連盟（FIA）の公認レースでフル参戦や途中参戦したマシンのみを記述する。
| エントラント                               | 参加カテゴリー・年度 | マシン | 採用したデザイン（作品） | 備考 |
| ------------------------------------------ | --- | --- | --- | --- |
| Studie GLAD Racingグッドスマイルレーシング | SUPER GT・GT300クラス（2008年 - ） インターコンチネンタルGTチャレンジ（2017年 - )                                                               | BMW・Z4（E86）（2008 - 2009年）ポルシェ・996GT3RSR（2010年）ポルシェ・997GT3R（2010年）BMW・Z4（E89 GT3）（2011年 - 2014年）メルセデス・ベンツSLS AMG GT3（2015年）メルセデスAMG・GT（2016年 - ） | 初音ミク（2008年 - ）初音ミク and Future Stars Project mirai（2012年）『Fate』シリーズ（2019年） | 美少女物の塗装としては史上初のFIA公認レースで参加、及び痛車同士の対戦チームの運営母体は、2008-2009年 アドバンスステップ、2010年 HANKOOK KTR(COX)、2011年 - RSファイン(Studie AG、GSR)。2011年SUPER GT・年間シリーズチャンピオン（ドライバーズ、チーム）、JAFグランプリ優勝（GT300クラス）2014年SUPER GT・年間シリーズチャンピオン（ドライバーズ、GT300クラス）2012年は2台体制で参加                                                                 |
| エヴァンゲリオンレーシング                 | SUPER GT・GT300クラス（2010年 - 2013年） | トヨタ・カローラアクシオ（2010年）ムーンクラフト・紫電（2011年 - 2012年）マクラーレン・MP4-12C GT3（2013年）メルセデスAMG・GT（2016年）                                                           | エヴァンゲリオン初号機 | 初号機の運営母体は 2010年 apr、2011年 - 2013年 カーズ東海、2016年 Rn-Sports弐号機の運営母体は2011年 ディレクション |
| エヴァンゲリオンレーシング                 | SUPER GT・GT300クラス（2010年 - 2013年） | ポルシェ・997GT3R（2011年） | エヴァンゲリオン弐号機 | 初号機の運営母体は 2010年 apr、2011年 - 2013年 カーズ東海、2016年 Rn-Sports弐号機の運営母体は2011年 ディレクション |
| PACIFIC RACING                             | SUPER GT・GT300クラス（2011年 - ） | フェラーリ・F430（2011年 - 2012年）ポルシェ・911GT3R（2013年 - 2014年、2019年） マクラーレン・MP4-12C GT3（2015年） フェラーリ・488GT3 （2022年） メルセデス・ベンツ・AMG GT3 （2023年 -）        | 侵略!イカ娘（2011年 - 2012年）攻殻機動隊ARISE（2013年）ラブライブ!（2014年 - 2015年）ミライアカリ（2019年） ホロライブ （2022年） ぶいすぽっ! （2023年 - 2024年） アイドルマスターシリーズ（2025年 -） | 運営母体は2011年 - 2012年 LMPモータースポーツ2013年 ディレクション |
| ゴンドワナレーシングプロジェクト           | 全日本ラリー選手権・JN-1クラス（2008年）・JN-4クラス（2009年、2013年）・JN-3クラス（2010年 - ）全日本ダートトライアル選手権SA-2クラス（2009年） | ホンダGA2シティ（2008年）三菱・ランサーエボリューションVII（2009年）ホンダ・インテグラ（DC2）（2010年 - 2012年）ランサーエボリューション、インテグラR（2013年）                                   | メロンブックスのマスコットキャラ「めろんちゃん」（2008年 - 2012年）諏訪市公認キャラクター「諏訪姫」（2013年）                                                                                          | エントラントとしてはメロンブックス・ラリーチャレンジ（2008年 - 2012年）プラムレーシング（2013年）レーシング痛車としては史上初の日本最高峰カテゴリー年間シリーズチャンピオン（JN-1クラス・2008年）及び年間複数回優勝（3回・2008年）チーム通算10勝達成（2011年）2012年全日本ラリー選手権・JN-3年間シリーズチャンピオン |
| キャロッセ                                 | 全日本ラリー選手権・JN-3クラスほか（2011年 - ）                                                                                                 | プロトン・サトリアネオトヨタ・86スバル・インプレッサほか | 自社デザインのコーポレートキャラ「高崎くす子」（2011年 - ）、「佐藤りあ」（2012年 - ） | 2011年はCUSCOジュニアラリーチームとして参戦（2台体制、サトリアネオを使用） 2012年ではCUSCOレーシング（全日本ラリー選手権JN-3/JN-4他）を参戦の各マシンが段階的な採用。 |
| Color'sR&D                                 | JOY耐・A-2クラス（2005-2006年） | ホンダ・CR-X SiR（EF8） | ねこねこソフト（ロゴ主体） | 痛車初公式レース参加メインスポンサー：ねこねこソフト その他：メロンブックス Alcot ぱじゃまソフト等ねこねこソフト☆CRD－EF8 |
| GETWIN RACING TEAM                         | JOY耐・A-2クラス（2006年） | ホンダ・シビック TYPE-R(EK9) | スゴウ・アスラーダ | スゴウアスラーダTOKIμEK 名義 |
| GETWIN RACING TEAM                         | スーパー耐久・ST-4クラス（2008年） | ホンダ・インテグラ TYPE-R(DC5) | スゴウ・アスラーダ | 2008シリーズ最終戦のみ「祝福のカンパネラ」のカラーリングが施される |
| アドバンスステップ                         | スーパー耐久・ST-2クラス（2010年 - ） | 三菱・ランサーエボリューションX | アリスソフトのマスコットキャラ「アリス」（2010年〜2012年）グル〜ミ〜（2013年） | 2012年まではKYOSHOアリスモータース、2013年はGLOOMY RACING GENUSとして参戦 |
| アドバンスステップ                         | スーパー耐久・ST-5クラス（2012年 - ） | トヨタ・ヴィッツ NCP91 | 姫神ガジェット（2012年）サイレントメビウスQD、彼女のカレラRS（2013年） | 2013年はメビウスリングレーシングとして参戦 |
| ディジョンレーシング                       | SUPER GT・GT300クラス（2011年 - 2013年） | ポルシェ・997GT3RSR（2011年）シボレー・コルベット（Z06R GT3）（2012年 - 2013年）日産・GT-R GT3（2013年）                                                                                          | 涼宮ハルヒシリーズ（2011年）大阪日本橋イメージキャラクター「音々（ネオン）」「光（ヒカリ）」（2012年 - 2013年）IS 〈インフィニット・ストラトス〉（2013年）                                             | 2011年はHANKOOK KTRのBチーム(34号車)として参戦2013年はGT-Rとコルベットの2台体制 |
| ディジョンレーシング                       | スーパー耐久・ST-4クラス（2011年 - 2013年） | ホンダ・S2000（2011年）ホンダ・インテグラ（DC5）（2012年） | IS 〈インフィニット・ストラトス〉（2011年、2013年）大阪日本橋イメージキャラクター「音々」「光」（2012年）                                                                                              | |
| Project μ/cerumo·INGING                    | フォーミュラ・ニッポン・スーパーフォーミュラ（2012年 - ）                                                                                       | FN09・SF13/RV8K（2012年 - 2013年）SF14/RI4A（2014年 - ） | INGINGのオリジナルキャラクター「山口美羽」 | フォーミュラカー痛車としては史上初のレースで参加。また、2013年のJAF GPでは国本雄資が同カテゴリにおける痛フォーミュラとして初の優勝を飾る。2015年の第2戦岡山では石浦宏明が痛フォーミュラとしてのレギュラーシリーズ初優勝を達成。さらにこの年のシリーズチャンピオンも達成、これも痛フォーミュラとして史上初である。翌年には国本がチャンピオンとなり、チームも初タイトルを獲得、痛フォーミュラをレギュラーで使用するチームの年間王者も史上初となった。 |
| Audi Team DreamDrive                       | スーパー耐久・ST-TCRクラス（2018年） | アウディRS3 LMS（2018年） | Fate/kaleid liner プリズマ☆イリヤ（2018年） | |
| 冴えカノレーシング with FCA                | スーパー耐久・ST-5クラス（2018年） | Honda Fit RS（GK）（2018年） | 冴えない彼女の育てかた ー「加藤惠」 | |
| BLACK FALCON                               | インターコンチネンタルGTチャレンジ（2019年) | メルセデスAMG・GT（2019年） | プロメア（2019年）初音ミク（2019年） | |
| NILZZ Racing                               | SUPER GT・GT300クラス（2024年 -） | 日産・GT-R GT3 | ストリーマー 猫麦とろろ イラストレーター Nachoneko （2024年 -） | 2023年までチーム名が「植毛ケーズフロンティア GT-R」であったが 2024年から「脱毛ケーズフロンティア GO＆FUN猫猫 GT-R」となった |

上記に当てはまらない著名な大会での参戦車両には以下のようなものがある。
| エントラント                                 | 参加カテゴリー・年度                                                                              | マシン                                                         | 採用したデザイン（作品）                   | 備考 |
| -------------------------------------------- | ------------------------------------------------------------------------------------------------- | -------------------------------------------------------------- | ------------------------------------------ | --- |
| Bee☆R                                        | 全日本プロドリフト選手権 (D1グランプリ)（2009年）                                                 | 日産・スカイライン GT-R(BNR32) トヨタ・クラウン (ゼロクラウン) | ちゅるやさん                               | |
| IB-style with STF                            | D1ストリートリーガル（2011年 - ）                                                                 | 日産・シルビア(S14)                                            | Rewrite(鳳ちはや)                          | |
| エヴァンゲリオンレーシング TRICK☆STAR RACING | 鈴鹿8時間耐久ロードレース （2010年 - ） 全日本ロードレース選手権 JSB1000クラス（2011年 - 2013年） | カワサキ・ニンジャZX-10R                                       | エヴァンゲリオン初号機・弐号機             | 初号機仕様は2010年に8耐参戦。 2011年以降は8耐と全日本ロードレース選手権に初号機・弐号機仕様で参戦。                                                                                             |
| KTM HAMAGUCHI BAKUON RACING                  | 鈴鹿8時間耐久ロードレース（2013年 - 2014年）                                                      | KTM・1190RC8 R                                                 | 『ばくおん!!』                             | |
| KOMATTI-MIRAI RACING                         | マン島TTレース（2013年） パイクスピーク・インターナショナル・ヒルクライム（2014年）               | TT零13                                                         | レーシングミク                             | 電動バイク開発会社のMIRAIのチームにグッドスマイルレーシングが賛同して、カラーリングをレーシングミク仕様にしたもの。                                                                             |
| INGING MOTORSPORT                            | インタープロト（2013年）                                                                          | kuruma                                                         | INGINGのオリジナルキャラクター「山口美羽」 | |
| PACIFIC RACING                               | 全日本プロドリフト選手権 (D1グランプリ)（2014年 - ）                                              | TOYOTA86ZN6（2014年） 日産・スカイラインR34（2015年）          | ラブライブ!（2014年 - 2015年）             | |
| PACIFIC RACING                               | 全日本プロドリフト選手権 (D1グランプリ)（2014年 - ）                                              | 日産・シルビア S14 前期型（2015年 - ）                         | ガールズ&パンツァー（2015年 - ）           | |
| 神戸トヨペット                               | GAZOO Racing 86/BRZ Race（2014年）                                                                | 86 Racing                                                      | レーシングミク                             | 元々は神戸トヨペット所有で谷口信輝が同レース参戦時に使用している車体だが、2013年のJAFグランプリで行われたレジェンドカップにおいてレーシングミク仕様にしたものを2014年ではそのまま使用している。 |
| Hot Racing                                   | ロードレース世界選手権日本グランプリMoto3クラス（2014年）                                         | ホンダ・NSF250R                                                | 『ああっ女神さまっ』                       | |
| エヴァンゲリオンレーシング                   | 全日本プロドリフト選手権（D1グランプリ）（2020年-）                                               | トヨタ・GRスープラ                                             | エヴァンゲリオン初号機                     | 2020年よりツンクージャンレイ選手によりフル参戦する予定であったが、新型コロナウイルスの影響により来日できず、最終戦に村上満選手、2021年は畑中真吾選手が搭乗することとなった。                    |

### ゲーム内で作る痛車
ゲーム内の車両にユーザー独自のペイントを施すことが可能なレーシングゲームを用いて、痛車風のデザインを施すユーザーがいるが、オンラインゲーム上でこれを用いる場合、著作権の問題を理由に、場合によっては運営・メーカー側も何らかの対策（ペナルティ）を用意している場合もある。中には一定の条件を満たすことにより、あらかじめ収録されていた痛車が使用可能になるレースゲームもあるが、これらは自社のビデオゲームのキャラクターを使用しているものがほとんどである。
- 家庭用ゲーム
  - Forza Motorsportシリーズ（「2」以降）- ベクターイメージとしてペイント機能は全作品に用意されているが、初代ではサイト毎100レイヤー（計600レイヤー）までの制限により、本格的なデザインの痛車を作成することは困難。「2」以降で作成できるレイヤーはサイト毎1000（計6000）までに増加したため、より本格的に痛車を作成できる。
  - 首都高バトル01
  - レーシングバトル -C1 GRAND PRIX-
  - 首都高バトル (PSP) - 作品内に痛車仕様のカスタマイズカーが、あらかじめ用意されている。
  - 首都高バトル (2025) - 作品内に登場するチーム「M_O_E_」のチームステッカーがメイドキャラを利用している。ライバルとして登場する「デビルロードラン」が自身のステッカーを自身の車に貼っている。これらのステッカーを貼り付けることにより、痛車化が可能。
  - 爆走デコトラ伝説
  - まげる つける はし〜る 俺☆デッドヒート
  - グランツーリスモSPORT - 「リバリーエディター」の機能により、シリーズ作で初めて痛車も作成できるようになった。[39]
  - グランツーリスモ7 - 前作のSPORT同様リバリーエディター機能により痛車の作成が可能。

- アーケードゲーム
  - バトルギア3・4 - PNG形式の画像をステッカーとして貼ることができる。バトルギア4では著作権が存在するキャラクターをステッカーにした場合は問答無用で削除されるだけでなく、当分ガレージ機能が停止される上に「ペナルティ期間中」と書かれたステッカーを貼り付けられてしまう。ただ実態としては、削除されるのはほんの一握りのようである。
  - R-TUNED：Ultimate Street Racing
  - GTI Club supermini Festa!

- PCゲーム
  - 萌えろダウンヒルナイト BLAZE - ゲーム内のデータを差し替えることによって、痛車にすることが可能である。MODなどを使えば、大抵のPCゲームで同じことが可能であるが、この作品では限定特典のCDに痛車仕様のデータが収録されていた。
- ネットゲーム
  - ドリフトシティ - ゲーム公式サイト内でドレスアップコンテストが行われたことがあったが、コンテスト内では漫画のキャラクターなど、第三者が著作権ほか知的財産権を所有する画像等の利用を規制していた[40]。オリジナルでないキャラを使用している痛車は、エントリー禁止と解釈できる。
  - FR Legends - ゲーム内でステッカーとしてホビーショップ「四輪結社four wheels」のオリジナルキャラクターの「日向 名雪」が実装されていたため、初期から多くの痛車が制作された。その後リバリー機能を利用し既存のステッカーを組み合わせてロゴやキャラクター作ることが一時流行した際に様々な痛車が制作され、前者は「既存痛車」後者は「自作痛車」と棲み分けがされた。
  - Car Parking Multiplayer - ゲーム内に先述のFR Legendsと同様の機能を利用し痛車を作成することが可能。余談だがゲーム内で車の売買機能があり、痛車などのハイクオリティなリバリーの車は高額で取引された。

### 模型で作る痛車
2008年には青島文化教材社より痛車を題材にしたプラモデルが発売された。2008年1月の新商品として青島文化教材社から涼宮ハルヒの憂鬱のキャラクターを描いた痛車（ベース車両はRX-7（FD3S））、続いて同年4月には第2弾としてスプリンタートレノ（AE86）をベースに『ToHeart2』のキャラクターを描いた痛車、そして第3弾で マツダ・ロードスターをベースにした『らき☆すた』痛車と、発売1年強で正規7種+α（トラック）をリリースしている。さらに同社は「痛車」を商標登録に出願し、2008年6月27日に登録されたほか、ミニカー、デカールのみのシリーズも発売された。
後発となったフジミ模型はコトブキヤと手を組み、痛車プラモデルのシリーズを発売したほか、グッドスマイルレーシングからもデカールが多種類発売された。タミヤ模型からは、痛車ミニ四駆としてピアプロとのコラボ企画で初音ミクおよび鏡音リン・レンをあしらった車両が発表された。ベース車はトルクルーザーと推測される。また当該車両以外のモデルやラジコンでペイントや自作デカールにより手を加えた痛車を作る者も増えてきている。
ただし、ラジコンに関しては元々ポリカーボネート製のクリアボディを裏から塗装するという技法を用いることから、アニメのセル画の要領でボディにキャラクターの輪郭線をトレースし裏から着色してアニメのキャラクターをボディにあしらうという愛好家が1980年代頃から既に存在し、痛車という言葉が存在する前はキャラボディと呼ばれ、ラジコン専門誌であるRCマガジンの読者投稿のコーナーでもしばしば取り上げられていた。

## 痛車を取り上げた書籍・雑誌・写真集
- 専門誌等
  - 『痛車娘。(イタシャガール)』（廣済堂出版）
  - 『痛車Magazine』（造形社）
  - 『痛車グラフィックス』（芸文社）
  - 『痛車倶楽部（仮）』（ネコ・パブリッシング）
  - 『痛車Style』（学研）
  - 『痛車王』（ぶんか社）
  - 『痛車ろーど』2007春号（ソフトバンククリエイティブ）
  - 『痛車でいこう!!』（ヤングマガジン連載）
  - 『痛車 ita☆sha』iPad写真集 - 坂口トモユキ 開発: Digital Adventur
  - 『痛車天国 超(SUPER)』（八重洲出版）
- 専門誌以外のクルマ雑誌
  - 『OPTION2』2007年3月号（三栄書房） - 最近では読者コーナーを中心に痛車関係の話題が増えてきているほか、2010年後半からにかけてドリームクラブとのコラボマシン(S13/S14シルビア、Z30ソアラ)を制作している。
  - 『VIPSTYLE』2009年2月号（交通タイムス社）
- クルマ雑誌以外
  - 『DIME』2009年3月号（小学館）